# Puchar Australii i Nowej Zelandii w narciarstwie alpejskim mężczyzn 2022
Puchar Australii i Nowej Zelandii w narciarstwie alpejskim mężczyzn w sezonie 2022 – zawody rozgrywane pod patronatem Międzynarodowej Federacji Narciarskiej (FIS) w lecie 2022 roku. Puchar rozpoczął się 22 sierpnia w nowozelandzkim Coronet Peak zawodami w slalomie, zaś ostatnie zawody tej edycji zostały rozegrane 30 sierpnia w tym samym ośrodku narciarskim, a ostatecznego zdobywcę pucharu wyłoniła rywalizacja w slalomie gigancie.
Triumfu w klasyfikacji generalnej z sezonu 2019 nie bronił Austriak Magnus Walch. Tym razem najlepszy okazał się Amerykanin Isaiah Nelson.

## Podium zawodów
| Lp. | Data             | Miejscowość  | Konkurencja | 1. miejsce       | 2. miejsce       | 3. miejsce               |
| --- | ---------------- | ------------ | ----------- | ---------------- | ---------------- | ------------------------ |
| 1.  | 22 sierpnia 2022 | Coronet Peak | Slalom      | Isaiah Nelson    | Benjamin Ritchie | Dionys Kippel            |
| 2.  | 23 sierpnia 2022 | Coronet Peak | Slalom      | Benjamin Ritchie | Reto Schmidiger  | Andreas Sønsterud Amdahl |
| 3.  | 27 sierpnia 2022 | Coronet Peak | Supergigant | Willis Feasey    | Adam Žampa       | Teo Žampa                |
| 4.  | 27 sierpnia 2022 | Coronet Peak | Supergigant | Willis Feasey    | Adam Žampa       | Garret Driller           |
| 5.  | 29 sierpnia 2022 | Coronet Peak | Gigant      | Isaiah Nelson    | Timon Haugan     | Andreas Žampa            |
| 6.  | 30 sierpnia 2022 | Coronet Peak | Gigant      | Andreas Žampa    | Isaiah Nelson    | Adam Žampa               |

## Klasyfikacje
| Lp. | Zawodnik                 | Punkty |
| --- | ------------------------ | ------ |
| 1.  | Isaiah Nelson            | 330    |
| 2.  | Adam Žampa               | 270    |
| 3.  | Willis Feasey            | 235    |
| 4.  | Benjamin Ritchie         | 212    |
| 5.  | Andreas Žampa            | 210    |
| 6.  | Andreas Sønsterud Amdahl | 147    |
| 7.  | Hugh McAdam              | 139    |
| 8.  | Ian Gut                  | 135    |
| 9.  | Timon Haugan             | 130    |
| 9.  | Reto Schmidiger          | 130    |

| Lp. | Zawodnik          | Punkty |
| --- | ----------------- | ------ |
| 1.  | Willis Feasey     | 200    |
| 2.  | Adam Žampa        | 160    |
| 3.  | Samuel Dupratt    | 95     |
| 4.  | Hugh McAdam       | 81     |
| 5.  | Vittorio de Pieri | 80     |
| 6.  | Thomas Mennen     | 62     |
| 7.  | Calder Bain       | 61     |
| 7.  | Keir Roberts      | 61     |
| 9.  | Garret Driller    | 60     |
| 9.  | Teo Žampa         | 60     |

| Lp. | Zawodnik                 | Punkty |
| --- | ------------------------ | ------ |
| 1.  | Isaiah Nelson            | 180    |
| 2.  | Andreas Žampa            | 160    |
| 3.  | Timon Haugan             | 130    |
| 4.  | Adam Žampa               | 110    |
| 5.  | Ian Gut                  | 90     |
| 6.  | Thomas Hoffman           | 62     |
| 6.  | Seigo Katō               | 62     |
| 8.  | Louis Muhlen-Schulte     | 58     |
| 9.  | Andreas Sønsterud Amdahl | 47     |
| 10. | Ryder Sarchett           | 44     |

| Lp. | Zawodnik                 | Punkty |
| --- | ------------------------ | ------ |
| 1.  | Benjamin Ritchie         | 180    |
| 2.  | Isaiah Nelson            | 150    |
| 3.  | Reto Schmidiger          | 130    |
| 4.  | Andreas Sønsterud Amdahl | 100    |
| 5.  | Dionys Kippel            | 60     |
| 6.  | Louis Muhlen-Schulte     | 45     |
| 6.  | Ian Gut                  | 45     |
| 8.  | Hugh McAdam              | 40     |
| 9.  | Finn Bowes               | 36     |
| 9.  | Harry Hoffman            | 36     |